# RBS TV (Lettonie)
 (juillet 2022).
RBS TV a été la première télévision commerciale lettone diffusant au standard PAL, créée en 1994 et disparue en 2003. Le président de RBS TV était Jānis Rušenieks, mais le service d'information était dirigé par Kārlis Streips. RBS TV n'a fonctionné que pendant environ un an. En avril 1995, RBS TV cesse de diffuser des informations en raison de problèmes financiers, et les émissions cessent en octobre 1995. En 1997, RBS TV fait faillite. Le 23 mars 2003, RBS TV disparaît.